# Aloe solaiana
Aloe solaiana é uma espécie de liliopsida do gênero Aloe, pertencente à família Asphodelaceae.